# Juan Gutiérrez de Padilla
Pour les articles homonymes, voir Juan Gutiérrez, Juan Padilla, Padilla et Gutiérrez.
Juan Gutiérrez de Padilla, né vers 1590 à Malaga et mort le 22 avril 1664 à Puebla de los Ángeles en Nouvelle-Espagne, est un compositeur espagnol de musique baroque actif en Nouvelle-Espagne (actuel Mexique).

## Biographie
Né à Malaga vers 1590, il est d'abord maître de chapelle à Jerez de la Frontera puis Cadix avant de partir vers 1620 pour la Nouvelle-Espagne où il exerce à la cathédrale de Puebla de 1622 à sa mort en 1664.